# Prodancea, Pernik
Prodancea (în bulgară Проданча) este un sat în comuna Trăn, regiunea Pernik,  Bulgaria. 

## Demografie
Componența etnică a satului Prodancea
     Bulgari (71,42%)
     Nicio identificare (28,57%)
     Altele (0%)
La recensământul din 2011, populația satului Prodancea era de 7 locuitori. Din punct de vedere etnic, majoritatea locuitorilor (71,42%) erau bulgari. Pentru 28,57% din locuitori nu este cunoscută apartenența etnică.